# 끄리
끄리(Opsariichthys bidens, 문화어: 어헤)는 잉어과의 물고기이다.

## 생태
끄리는 강의 하류나 저수지에 산다. 몸은 길며 옆으로 납작하다. 주둥이는 짧다. 입은 크며 입의 옆부분은 S자를 누인 모양이다. 아래턱이 위턱보다 약간 길다. 눈은 비교적 작다. 옆줄은 뚜렷하며 배 아래쪽으로 휜다. 약간 긴 타원형이고 회갈색이다. 비늘은 매우 작은 가시로 되어서 피부는 거칠다. 작은 동물들을 먹는다.
끄리는 수중 생태계의 최정점에 있는 어종으로 수생곤충[aquatic insect]이나 육생곤충[land insect, terristrial], 작은 물고기등을 먹고 사는 육식어종[fish eater]이다. 영명은 Korean piscivorous chub(물고기를 먹는 잉어과의 고기라는 뜻) 혹은 Notch Jaw (톱 모양의 특이한 입모양에서 유래)라 불리며, 방언으로 꾸리, 어희, 치리, 날치리, 칠어, 밀어 등이 있다. 끄리는 한국을 위시한 중국, 대만, 일본에만 분포하고 있으나 한국의 끄리와 일본의 끄리는 서로 다른 종이다. 일본의 끄리는 고려 끄리라는 뜻의 고라이하스[コライ-ハス]라고 불리며 성어의 체장이 20cm를 갓 넘는 작은 종으로 옆줄 미늘의 수도 한국의 것에 비하여 확연히 적다.
대한민국에서는 원래 서해로 나가는 한강계, 금강계의 각 하천 본, 지류, 댐에서만 서식을 하였으나, 동해 삼척 초당저수지에서 서식을 하고 있으며[인위적인 이식], 최근에는 낙동강계에서 그 존재가 폭발적으로 증가하고 있다.
끄리는 성어의 체장이 40cm에 달하는 대형 어종으로, 은색 비늘로 덮여있다. 몸은 길고 가느다랗고, 측편한 형태를 지녀, 먹잇감을 향해 빠르게 돌진할 수 있는 체형을 지니고 있다. 끄리에 골격에서 특이한 점은 요철 모양으로 구부러진 주둥이의 모양인데, 한 번 물린 먹잇감은 쉽게 빠져나가지 못하는 구조로 되어 있다. 이런 주둥이의 구조 덕에 중국에서는 마구어[馬口魚]라고 부른다. 이런 체형과 외골격이 입증하듯이 끄리는 상당히 난폭한 성질을 가지고 있다.
한 번 점찍은 물고기는 기를 쓰고 따라가 먹어치우곤 하는데, 그 탐식성은 정말 실제로 보면 대단하며, 강 바닥부터 수면, 심지어는 물 위를 날아다니는 곤충까지 공격할 지경이다. 이런 탐식성은 필연적으로 많은 수중생물을 필요로 하게 되는데, 낙동강에 인위적, 혹은 다른 경로로 방류된 끄리는 강계를 휘저으며 앞의 이유로 그 수중 생태계를 심하게 교란하고 있는 심각한 위해어종이다.
끄리는 추운 겨울에는 강계의 깊은 소[pool]나 댐에서 지내다가 3월이 되면 슬슬 상류로 산란을 위하여 소상을 할 준비를 한다. 4월이 되면 본격적으로 소상을 시작하고, 여름, 가을까지 여울에서 지내다가 늦가을 지나 겨울에 접어들면 다시 하류로 내려가 겨울을 나게 된다.
거의 대부분의 강계에서 낚은 끄리의 아가미 부분에는 피막하에 기생충이 낭을 형성하고 기생하고 있다. 특히 2010년에는 금강계에서 채집된 끄리에서 그 기생충이 지느러미에까지 번진 것이 확인되었다. 낚시인들 사이에서는 그 기생충의 정체에 대하여 갑을논박이 벌어지고 있으나, 충북내수면 연구소의 논문에 의하면 철사충이라는 것이 밝혀졌다. 끄리는 그 개체수가 많고 이동을 하는 거리가 길어 수중 생테계에 미치는 영향이 큰 어종이니만큼, 앞으로 연구가 시급한 부분이라 생각된다.

## 산란
끄리는 위도에 따라 다르지만 남부지방 기준으로 4월 말경부터 휴전선 이남지방에 이르러서는 6월 중순까지 산란을 한다. 산란기가 되면 끄리는 산란장을 만들기 위하여 여울을 타고 오르고, 바닥이 마사로 되어 있거나 잔자갈로 된 여울에 알을 낳는다. 산란을 한 후에는 알을 지키지 않으며 알은 부유성란의 성격을 띄고 있다. 끄리는 부화후 1년이 지나면 체장이 10cm에 달하는데 이미 그 시기에도 완벽한 탐식성을 갖추고 있다. 2년이 지나면 20cm정도의 개체로 성장하며 이때부터 산란이 가능하다.
잉어아과 어류에서 공통적으로 나타나는 특성이 추성이라는 것인데, 그것은 산란기의 수컷에만 나는 일족의 자극돌기이다. 이 추성은 주둥이 주변과 등지느러미[dorsal pin] 뒷지느러미[anal pin]에 발생하여 산란 시 암컷을 좀 더 효과적으로 자극하는데 이용되며 수컷임을 알 수 있는 중요한 징조이다. 이 외에도 피라미와 마찬가지로 체색이 불그죽죽하게 변하는데 대개 파랗고 빨간 횡렬의 무늬가 발현하게 된다. 이런 체색과 돌기를 가진 수컷의 끄리를 바디끄리라 하며 낚시인에게는 대단한 손맛을 주는 어종으로 각광받고 있다.
산란 징후는 대개 봄에 발현하여 산란기 지나 여름에 도달하면 저절로 소멸된다. 끄리는 산란기가 벛꽃이 피는 싯점과 일치한다. 따라서 그 싯점에 맞추어 출조를 하면 많은 끄리를 낚을 수 있는 가능성이 있다.

## 낚시
끄리는 일단 낚싯바늘에 걸리면 다이내믹한 파이팅으로 꾼들의 호감을 사는 어종이다. 전문적으로 낚는 사람은 극히 드물지만 다양한 낚싯법이 개발되어 있기도 하다. 대표적인 것으로 우리 전통 낚시인 깻묵과 구더기를 이용한 견지낚시와 인조미끼[lures]를 이용한 루어낚시[lure fishing], 짐승의 털로 만든 가짜 벌레 바늘[fly hook]을 이용한 플라이낚시[fly fishing]가 있는데 산란기에 많은 끄리를 낚는 동호인이 증가하고 있는 추세이다.
루어낚시에서는 주로 작은 물고기의 형태를 흉내낸 숟가락 모양의 스푼루어[spoon lure]를 사용하며, 플라이 낚시에서는 그날 그날 끄리가 취이하는 대상을 새나 동물의 털바늘로 흉내낸 바늘을 골라 사용하는데 대개 작은 물고기류를 흉내낸 스트리머[streamer]류나 각종 수생곤충을 흉내낸 드라이 플라이[dry flies]류, 수중에서 우화를 하는 과정인 이머저[emergers]류, 그 외에도 육상공충을 흉내낸 테러스트리얼[terristrials]류, 죽어 떠내려가는 곤충을 흉내낸 웨트플라이류[wet flies]의 다양한 바늘을 사용한다.
이 밖에도 끄리가 많은 호소등지에서는 피라미 낚시에 걸려든 피라미를 잡아먹으려 끄리가 같이 걸려드는 경우도 있고 워낙에 잡식성이라 어분, 떡밥, 구더기, 지렁이 등을 이용한 각종 낚시에서도 가끔씩 손님고기로 비추곤 한다.
끄리는 성질이 급하고 쉬이 스트레스를 받는 어종이다. 따라서 낚은 후 꿰미에 꿰어 놓거나, 물 밖에 약간만 두어도 금방 죽는다. 게다가 도약을 하는 습성도 있어 집에서 어항에 기르기도 힘든 어종이다. 따라서 먹을 것이 아니면 가급적 잡은 후 바로 물로 되돌려 보내는 것이 좋다고 생각한다.

## 요리
끄리는 그 살에 가시가 많고 살이 푸석하여 맛이 없는 고기로 알려져 있으나, 충청 내륙지방과, 강원도에서는 그 살을 발라내어 어죽을 만들어서 먹는데 그 맛이 별미이다. 또한 낚은 끄리는 배를 갈라 소금을 부려 꾸덕꾸덕하게 햇볕에 말린 후 숯불에 구워 먹으면 민물고기 치고는 상당히 먹을만 한 맛이다. 간혹 끄리를 잡아 회를 떠 먹는 사람들이 있는데, 요꼬가와 흡충[Metagonimus yokogawa]을 비롯한 각종 기생충이 기생하는 민물고기이니 만큼 절대 생식은 금해야 할 것이다.

## 기타
끄리는 원래 강계에서 서식하는 유수성 어종이다. 하지만 2009부터 시행되는 각종 공사는 수질개선이라는 명목하에 사행천 위주이며 하상계수가 높은 국내 하천의 지형을 대단위의 정수역으로 만드는 성격을 가지고 있다. 따라서 끄리가 가진 탐식성과 운동능력은 흐르는 물에서의 먹잇감 획득과 유영이라는 명제에서 진화해 온 것인데, 굳이 힘들게 유영을 할 필요가 없어진다면, 좀 더 쉽게 먹잇감을 취하게 되고 이런 호조건은 말 그대로 폭발적인 끄리 개체수의 증가를 의미한다. 2000년 이후 안동호와 낙동강계에서 발생하는 끄리의 대량 번식이 그 좋은 예이다.
이는 생태계 하부구조를 근본적으로 건드릴 위험성이 다분히 존재하며, 밑으로 어식어종-초식어종-동물플랑크톤-식물 플랑크톤의 균형을 깨어버림으로써 먹잇감 그 하위군이 집중적으로 번식하는 악영향을 가져올 수도 있다는 것이다. 이는 수질과 가장 근본적인 인과관계에 있다는 것을 간과해서는 아니된다.